# 池田宏 (警察官僚)
池田宏（いけだ ひろし）は、日本の警察官僚。警察大学校教務部長 兼 術科教養部長。

## 来歴
長野県出身。東京大学法学部卒業。1993年 警察庁入庁。警察庁長官官房総務課留置管理室長、大阪府警察本部生活安全部長、内閣官房内閣参事官（内閣人事局）などを経て、2019年8月20日 中部管区警察局総務監察・広域調整部長。2021年1月15日 警察庁刑事局捜査支援分析管理官。同年8月25日 島根県警察本部長。2022年8月29日 警察大学校教務部長兼術科教養部長。

## 略歴
- 1993年4月：警察庁入庁。
- 2008年3月26日：新潟県警察本部警務部長 兼 新潟市警察部長。
- 2009年7月17日：埼玉県警察本部警備部長。
- 2011年8月24日：警察庁刑事局捜査第二課特殊詐欺対策室長 兼 生活安全局付。
- 2012年8月7日：警察庁長官官房付。
- 2012年8月24日：文部科学省初等中等教育局児童生徒課生徒指導室長 兼 大臣官房子ども安全対策支援室長補。
- 2014年8月8日：警察庁長官官房総務課留置管理室長。
- 2015年8月7日：大阪府警察本部生活安全部長。
- 2017年8月22日：内閣官房内閣参事官（内閣人事局）。
- 2019年8月20日：中部管区警察局総務監察・広域調整部長。
- 2021年1月15日：警察庁刑事局捜査支援分析管理官。
- 2021年8月25日：島根県警察本部長[1][2]。
- 2022年8月29日：警察大学校教務部長 兼 術科教養部長。